# Rino Valido
Rino Valido (Varazze, 1º maggio 1947) è un pittore, scultore e designer italiano.

## Biografia
Rino Valido è nato a Varazze, in provincia di Savona. Nei primi anni Sessanta del XX secolo iniziò a lavorare come cromista in uno studio di fotolitografia di Genova, perfezionando la conoscenza del colore e delle tecniche di riproduzione grafica. Oltre a disegnare bozzetti per manifesti, copertine e illustrazioni per libri, si dedica alla fotografia, studiando i testi di maestri come Henri Cartier-Bresson e David Hamilton, affascinato dalla capacità della fotografia di riprodurre luce e ombre.
Partito per il servizio militare nel 1966, fu incaricato di mascherare i mezzi di trasporto con soluzioni visive alternative, applicando per la prima volta la sua creatività artistica ad un contesto funzionale e prefigurando il suo successivo impegno per le applicazioni dell’arte all’industria. Ritornato a Genova, frequentò una scuola grafica professionale, continuando a lavorare nel settore della fotolitografia e specializzandosi nella scomposizione dei grigi per ottenere l'intensità cromatica desiderata. Nel frattempo, iniziava ad esplorare altre forme di espressione artistica, quali l'incisione su rame, zinco, pietra e legno, e tecniche come l'acquaforte, la litografia e la xilografia.
Nel 1974, Valido aprì a Genova un proprio studio di grafica e pittura, e realizzò la sua prima mostra di pittura figurativa con recensioni su testate giornalistiche quali Il Secolo XIX, Il Tirreno, Il Mattino di Padova, La Repubblica e La Stampa. In quel periodo, si dedicò con passione alla pittura en plein air, spostandosi per l’Italia e ispirandosi agli Impressionisti francesi, ai Macchiaioli Giovanni Fattori, Silvestro Lega, Giuseppe Abbiati e Vincenzo Cabianca, e ai pittori labronici Renato Natali, Corrado Michelozzi e Adriano Baracchini, affinando la capacità di catturare la luce naturale e i colori del paesaggio. Nel 1978, fu invitato a realizzare i manifesti e le scenografie per i premi letterari “Bancarella”, “Bancarellino” e “Bancarella Sport”. Questa esperienza gli consentì di entrare in contatto con i maggiori esponenti dell’editoria italiana, tra cui Mondadori e Laterza.

### Il passaggio all’astrazione
Nel 1977, Valido iniziò una lunga collaborazione con i fratelli Poleschi, grazie ai quali entrò in contatto con artisti come Renato Guttuso, Ennio Morlotti, Gianni Dova e Renzo Vespignani, e critici d'arte come Raffaele Carrieri, Raffaele De Grada e Luciano Caramel. Con la partecipazione a esposizioni fieristiche annuali quali Salon d'Automne a Parigi, EXPO Bari, EXPO Bologna e Miart alla Fiera di Milano, iniziò a esplorare una graduale transizione dalla pittura figurativa all'astrazione attraverso un processo di ricerca e sperimentazione. Un viaggio in Camargue insieme agli artisti lombardi Luigi Arzuffi e Arnoldo Sidoli si rivelò particolarmente significativo in questo percorso, ispirando Valido a utilizzare il colore in modo più libero e sperimentale, e consolidando definitivamente la sua affinità con l’arte astratta: 
Un paesaggio in particolare sollecita la sua sensibilità visiva: la Camargue. La scoperta di quest’area pianeggiante attraversata dal delta del Rodano, con le sue pozze di acqua salmastra, i canneti, le saline, le terre riarse, innesca un lento ma graduale processo che lo porta ad abbandonare l’impianto descrittivo delle sue prime opere, a favore di una sintesi estrema del dato reale e del paesaggio sotto forma di campiture di colore che si fanno struttura.

### Il design e i progetti d’arte per l’industria
Verso la fine degli anni Settanta, Valido venne a contatto con l’arte contemporanea americana e vide la possibilità di ampliare il campo della propria creatività, integrando design e funzionalità per creare oggetti di valenza artistica e utilità pratica. Iniziò quindi a disegnare lampade, oggetti in ardesia, cravatte, foulard e piatti in ceramica. Inoltre, grazie alla frequentazione con il ceramista e scultore genovese Umberto Piombino, iniziò a plasmare le prime sculture, realizzando piatti ceramici e sculture cotte ad un fuoco dipinte con pigmenti e cere.

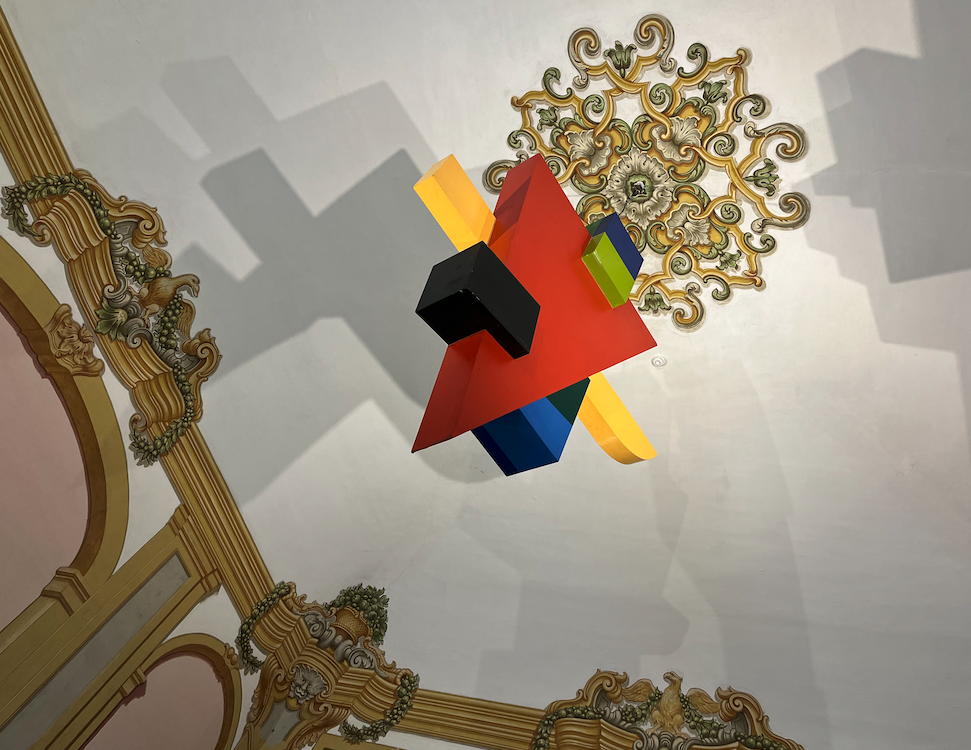
Opera di Rino Valido esposta permanentemente da Fondazione Ansaldo nell'atrio di Villa Cattaneo dell'Olmo, Genova

Nel 1978, Valido ricevette l’incarico di progettare lo spazio espositivo di Finsider, società finanziaria della siderurgia nazionale del Gruppo IRI, alla Fiera del Levante di Bari. Per l'allestimento, creò un percorso inusuale con grandi opere pittoriche dedicate alle società del gruppo, tra cui Italsider, Deltasider e Dalmine. Con l’aumentare dell’impegno nei progetti d'arte per l’industria, Valido si trovo' a viaggiare in numerosi paesi, fra i quali Cina, Indonesia, Argentina, Brasile, Stati Uniti, Canada, Russia, Turchia, Tunisia e Grecia. Questi viaggi furono fonte di grande ispirazione e Valido decise di dedicarsi con sempre maggiore dedizione alle attività di designer e alla realizzazione di installazioni artistiche su scala internazionale. Erano gli anni della rivista "Civiltà delle macchine", per cui unire arte e tecnica in un unico dialogo era una scelta creativa volta a interpretare ciascuna attraverso la visione dell'altra. In questo periodo di intensa attività, Valido collaborò con numerose società afferenti a Finmeccanica (oggi Leonardo), tra cui Oto Melara ed Elsag, ElsagDatamat, Italimpianti, Finmare, Marconi Italiana e il gruppo Ansaldo, realizzando opere che univano estetica e tecnologia in contesti industriali ed esplorando nuovi materiali e tecniche di produzione. Con Ansaldo, in particolare, Valido intrattenne un rapporto di collaborazione esteso nel tempo, realizzando opere per le divisioni di Ansaldo Energia, Ansaldo Trasporti, Ansaldo Industria e con l’Archivio Storico Ansaldo (oggi Fondazione Ansaldo). Ricorda Alessandro Lombardo, già direttore di Fondazione Ansaldo:
L'Italia giunge, in quel tempo, a coprire il 12% della produzione continentale europea e Genova, con il suo porto e le sue grandi industrie, svolge un ruolo non secondario (...). Le aziende hanno bisogno di immagine, di comunicazione, talvolta, anche d'identita', come a fine anni Settanta nel caso dell'Ansaldo. Valido, forte del pioneristico esempio della Olivetti, riesce ad intercettare questa domanda.
Valido collaborò anche con istituzioni bancarie come la Banca Carige (oggi BPER) ed enti pubblici come la Regione Liguria e il Comune di Genova. In particolare, in occasione della riqualificazione del Porto Antico di Genova per EXPO 1992, Valido contribuì, insieme a un team di progettisti internazionali, alla progettazione grafica dell’immagine delle strutture presenti nell’area espositiva, tra cui l’allestimento della Città dei Bambini e la cartellonistica pubblicitaria del rinnovato Porto Antico.
Il 27 dicembre 1986 fu insignito dal Presidente della Repubblica Francesco Cossiga dell'onorificenza di Cavaliere dell'Ordine al merito della Repubblica italiana.

### Ritorno all'attività espositiva
A partire dal 1994, in seguito all'incontro con il critico d'arte Dino Carlesi, Valido riprese a dedicarsi a tempo pieno alla pittura e alla scultura, con una produzione artistica caratterizzata da sperimentazioni con tecnica mista e la preparazione di numerose mostre in Italia e all'estero. Il critico d'arte franco-catalano Gérard Xuriguera descrive così questa fase creativa:
Con i suoi collage di ritagli di tessuti, suddivisi in rilievi leggeri su sfondi generalmente monocromatici, Valido non abbandona i suoi fondamentali. Introduce soltanto nel suo linguaggio un altro sistema di significato che non è un valore aggiunto, ma un elemento indivisibile del sostegno (...). Che si tratti di olio, pastello, design, ceramica o scultura, è sempre la stessa linea omogenea, indipendente e volontaria, che cristallizza la sua energia.
Come osserva il critico Luciano Caprile, Valido ha progressivamente abbandonato il paesaggio visivo e tangibile per riscoprire il paesaggio interiore evocato dalla realtà esteriore:
Rino Valido è un costante, coerente, metodico costruttore di paesaggi che entrano immediatamente nel desiderio di chi li ammira perché non raccontano il semplice frutto di uno sguardo da trasferire più o meno fedelmente sulla tela ma scelgono la via incisiva di una sintesi che va diretta al nocciolo della questione. Per le sue composizioni si avvale della seduzione del colore che si fa materia, sostanza, attrazione, di forme plasticamente compatibili.
Nel 2024, per celebrare i suoi cinquant'anni di carriera artistica, il Palazzo Ducale di Genova gli ha dedicato la mostra antologica Rino Valido: Il tempo e le opere, mentre la Fondazione Ansaldo ha ospitato la mostra e la conferenza Rino Valido, L'impresa e le opere, incentrate sul suo contributo artistico all'industria e al design.

## Mostre principali

### Museali
Una selezione delle principali esposizioni museali di Rino Valido include:
- 2007: Complesso Monumentale di Santa Caterina, Finale Ligure
- 2008: Auditorium Chiesa di Sant’Agostino, Cortona
- 2010: Palazzo Nicolosio Lomellino, Genova
- 2011: Palazzo del Podestà di Castell'Arquato, Piacenza
- 2013: Fondazione Ansaldo, Villa Cattaneo dell'Olmo, Genova
- 2016: Palazzo Nicolosio Lomellino, Genova
- 2018: MUMA Museo del Mare Galata, Genova
- 2020: Fortezza del Priamar, Savona
- 2023: Museo della Carta, Toscolano Maderno
- 2024: Palazzo Ducale, Genova

### Personali
Una selezione delle mostre personali di Rino Valido include:
- 1974: Galleria Il Crocicchio, Campomorone
- 1979: Villa Gropallo, Genova
- 1980: Palazzo delle Terme, Chianciano Terme
- 1981: Premio Bancarella, Pontremoli
- 1982: Galleria Cancelliere, Messina
- 1984: Galleria il Guercino, Ferrara
- 1985: Galleria Farini, Modena
- 1995: Golf de Valescure, Saint-Raphaël
- 2001: Galleria Poleschi Arte, Forte dei Marmi
- 2003: Palazzo Comunale, Bagnols-en-Forêt
- 2004: Salon d'Automne, Parigi
- 2006: Galleria Movimento Arte, Milano
- 2007: Galleria MD Arte, Dubai
- 2008: Galleria Goinard, Parigi
- 2009: Galerie Cristine Colas, Parigi
- 2010: Galleria Aurora, Parigi; Hotel Kempinski, Dubai
- 2012: Galleria Poleschi Arte, Milano; Galerie Daniel Besseiche, Parigi; John Adams Gallery, Londra
- 2015: Galleria Poleschi Arte, Roma
- 2016: Galerie Daniel Besseiche, Ginevra
- 2019: Galleria Spazio Onofri, San Marino
- 2024: Fondazione Ansaldo, Villa Cattaneo dell'Olmo, Genova

### Collettive
Una selezione delle mostre collettive a cui ha partecipato Rino Valido include:
- 1981: Galleria Poleschi Arte, Lucca
- 1982: Maison de la Culture, Bruxelles
- 1985: Esposizioni e studi di lavoro, Atene e Mosca
- 1986: Esposizioni e studi di lavoro, Istanbul, Madrid e Tunisi
- 2000: Salon d'Automne, Parigi
- 2001: Esposition Le Mure, Saint-Raphaël
- 2006: Galleria Goin Art, Parigi
- 2008: Premio Segantini, Nova Milanese; Galleria Vindemia Arte, Dubai
- 2010: II Biennale Internazionale d’Arte Contemporanea di Sabbioneta, Palazzo Ducale, Sabbioneta
- 2011: Galleria John Adams, Londra